# Phytoseius scabiosus
Phytoseius scabiosus är en spindeldjursart som beskrevs av Xin, Liang och Ke 1983. Phytoseius scabiosus ingår i släktet Phytoseius och familjen Phytoseiidae. Inga underarter finns listade i Catalogue of Life.